# Szymon Niemiec

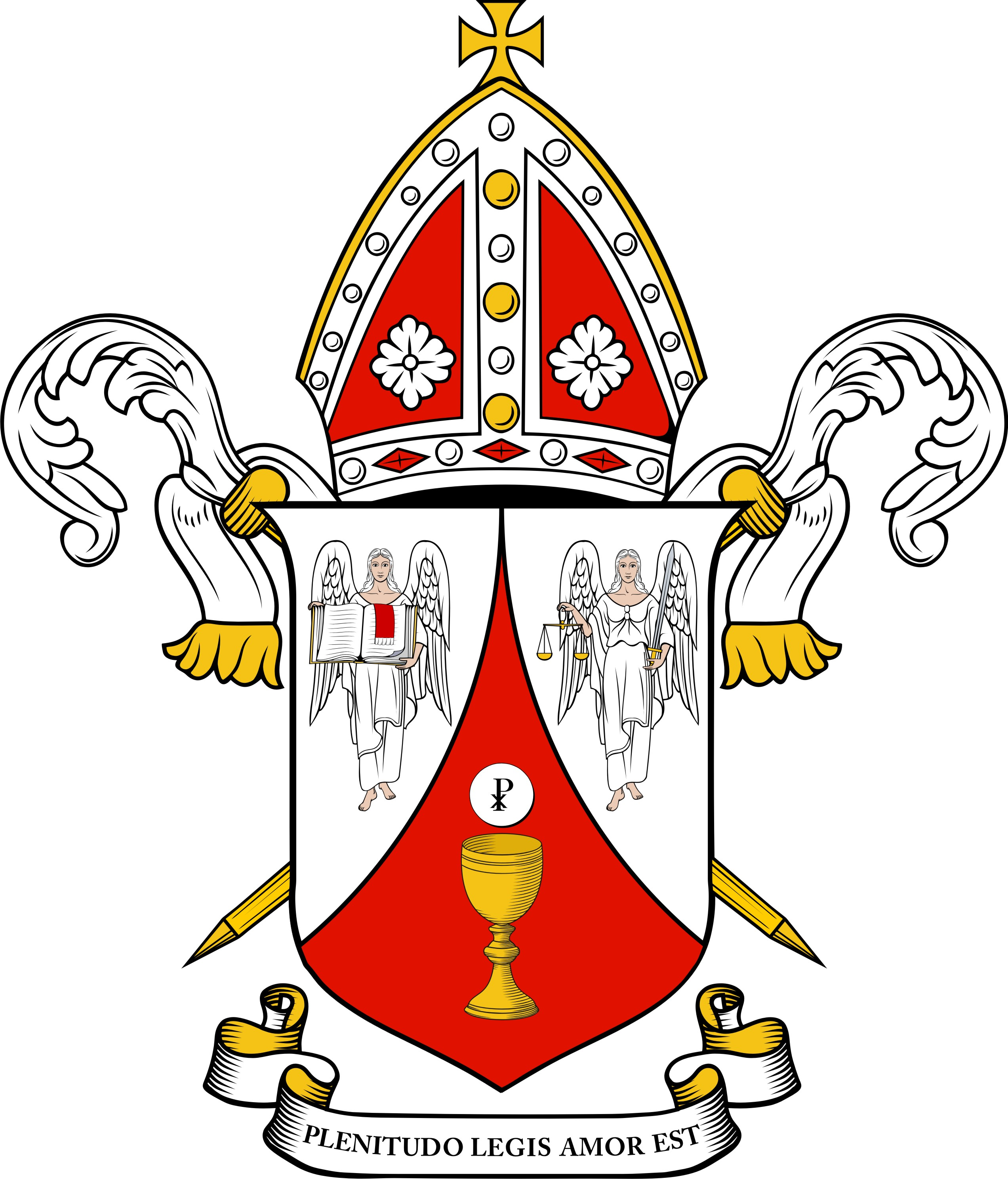
Huy hiệu của Giám mục Niemiec

Szymon Niemiec (sinh ngày 5 tháng 10 năm 1977 tại Warsaw) là một nhiếp ảnh gia người Ba Lan, nhà hoạt động vì quyền của người đồng tính, nhà báo và chính khách. Ông là người sáng lập cuộc diễu hành Gay Pride đầu tiên của Ba Lan, Parada Równości được tổ chức vào năm 2001.' Từ năm 2000 đến 2006, Niemiec giữ chức Đại sứ Văn hóa Ba Lan tại Mạng lưới Văn hóa Đồng tính và Đồng tính Quốc tế. Từ 2001 đến 2005, ông là Chủ tịch Hiệp hội Văn hóa Đồng tính và Đồng tính Quốc tế ở Ba Lan.
Niemiec là thành viên của đảng Liên minh Cánh tả từ năm 2002, và vào ngày 6 tháng 5 năm 2005, ông được bầu làm phó chủ tịch của đảng. Từ năm 2008, ông cũng là một mục sư của Giáo hội Cải cách Tự do Ba Lan, một giáo phái Kitô giáo tiến bộ. Từ năm 2010, ông là Trưởng lão trong Kết nối đầy đủ và Trưởng khoa Hội nghị Truyền giáo cho Châu Âu tại Nhà thờ Christian United của Ba Lan. Vào ngày 25 tháng 8 năm 2012 Niemiec đã được Đức Tổng Giám mục Terry Flynn thánh hiến cho một Giám mục của Giáo hội.
Vào tháng 5 năm 2007, ông đã xuất bản cuốn sách đầu tiên của mình: Rainbow Humming Bird on the Butt.
Từ năm 2008, Niemiec trở thành thành viên của Hiệp hội Nhà báo Đồng tính và Đồng tính Quốc gia, đồng thời là chủ tịch của hội đồng quản trị của "Những người bạn của Szymon".